# Tim Mielants
Tim Mielants (Mortsel, 11 december 1979) is een Belgisch filmmaker.

## Biografie
Tim Mielants werd geboren in Mortsel op 11 december 1979, studeerde aan het Campus Sint-Lukas te Brussel en begon aanvankelijk zijn carrière als regisseur van verschillende Vlaamse televisieseries zoals Super 8 (2009), Code 37, uitgezonden op VTM (2011-2012), Zingaburia (2012-2013), Cordon (2014), en Professor T. (2015). Vervolgens werkte hij in het buitenland aan The Tunnel (2016), de gehele derde serie van Peaky Blinders (2016), Legion (2017), The Terror (2018), Tales from the Loop (2020) en als pilootregisseur van The Responder (2022).
In 2007 debuteerde hij met zijn eerste satirische kortfilm Duffel en in 2019 met zijn eerste langspeelfilm De Patrick, gebaseerd op al zijn jeugdherinneringen van een zomer op een Franse nudistencamping. Voor deze alternatieve film won hij een de "prijs van beste regie" op het Internationaal filmfestival van Karlsbad. Op het Austin Fantastic Fest won Tim Mielants voor de film en voor zichzelf als beste regisseur een Next Wave Award. Bij de Magritte du cinéma 2020 kreeg de film vijf nominaties en werd De Patrick laureaat van Beste Vlaamse film. In januari 2021 kreeg Mielants ook Ensors voor de beste regie en scenario voor deze film.
Hierna begon Mielants te werken aan de verfilming van 'WIL' naar de gelijknamige historische oorlogsroman, geschreven door de Vlaamse auteur Jeroen Olyslaegers in 2016 en die in première ging in 2023. Hiervoor kreeg Mielants ook Ensors voor Beste Vlaamse film, beste regie en scenario. De film werd door meer dan 10 miljoen mensen bekeken op Netflix.
In 2025 won hij de Ultima voor Film en Visuele Media 2024.

## Familie en gezin
Mielants is de zoon van de Vlaamse wiskundige Prof. Dr. Wim Mielants (UGent) en een neef van Herman Mielants. Hij woont in Antwerpen met zijn vrouw en twee kinderen. 

## Werken (selectie)

### Films
- 2019: De Patrick
- 2023: WIL
- 2024: Small Things Like These

### Televisie
- Code 37 (2012, 11 afleveringen)
- Zingaburia (2012-2013, 10 afleveringen)
- Cordon (2014, 9 afleveringen)
- Professor T. (2015, 2 afleveringen)
- Peaky Blinders (2016, 6 afleveringen)
- The Terror (2018, 4 afleveringen)
- Legion (2017-2018, 3 afleveringen)
- Tales from the Loop (2019, 1 aflevering)
- The Responder (2022, 2 piloot afleveringen)

## Prijzen (selectie)
- 2023: Gulden Mira VVF, Prijs van Verdienste.
- 2023: Jo Röpcke-award voor WIL[3]
- 2021: Beste Regie,  Beste Scenario en beste film voor De Patrick - Filmfestival Oostende
- 2020: Best Flemish Film voor De Patrick - Magritte Award[4]
- 2019: Best Director voor De Patrick - Karlovy Vary International Film Festival.